# 조큐의 난
조큐의 난(일본어: 承久の乱)은 가마쿠라 시대의 조큐(承久) 3년(1221년) 고토바 상황(고토바인)이 가마쿠라 막부(鎌倉幕府)에 대한 토벌군을 일으켰다가 패배한 병란(兵亂)이다. 조큐의 변(承久の変), 조큐 전투(承久の合戰)이라 불리기도 한다. 난이 일어날 당시 막부의 싯켄(執權)은 호조 요시토키(北条義時)이다.
당시 무가 정권(武家政權)인 가마쿠라 막부의 성립과 함께, 치천의 군(治天-君)이라 불리던 상황(上皇)을 중심으로 하는 교토(京都)의 구게 정권(公家政權)과 가마쿠라 막부의 이두정치(二頭政治)가 계속되던 일본의 정치 체제는 이 사건을 계기로 막부에 주도권이 넘어가면서 조정의 권력이 제한되고 막부가 황위계승 등에 영향력을 갖게 되는 등의 변동을 겪게 되었다.

## 배경
겐페이 전쟁(지쇼-주에이의 난) 과정에서 가마쿠라를 본거지로 삼은 미나모토노 요리토모(源賴朝)를 동량(棟梁)으로서 도고쿠(東國) 무사들이 중심이 되어 수립된 가마쿠라 막부는 도고쿠를 비롯한 여러 구니에 슈고(守護) · 지토(地頭)를 설치하고 경찰권을 장악했지만, 서쪽에는 아직 조정의 힘이 강한 구니도 많았으므로 자연스럽게 일본은 막부와 조정의 이두정치 상태에 놓이게 되었다.
고토바 상황은 다재다능한 인물로써 《신고금 와카집》(新古今和歌集)을 직접 편찬했을 정도로 학예에 뛰어났고, 무예에도 정통해 수렵을 좋아한 활발하고 호방한 성격의 천황이었다. 상황은 여지껏 존재하던 북면 무사에 더해 서면(西面) 무사를 설치해 군사력 강화를 꾀했는데, 이러한 상황의 재원은 조코도 영지(長講堂領)·하치조뇨인 영지(八條女院領) 같은 여러 구니에 설치된 팽대한 장원(莊園)에 있었다. 하지만 이들 장원 가운데 상당수에 막부의 지토가 배치되면서 연공(年貢)이 제때 들어오지 않는 사태가 거듭되었고, 그 자신이 장원영주이기도 했던 고토바 상황이나 그를 둘러싼 인의 근신들, 그리고 막부의 지토 사이에는 여러 차례 분쟁이 일어났다.
그러던 조큐 원년(1219년) 1월, 막부의 3대 쇼군(將軍)이었던 미나모토노 사네토모(源実朝)가 조카 구교(公曉, 요리이에의 아들)에게 암살되는 사건이 발생한다. 《조큐기》(承久記)를 비롯한 일본의 옛 모노가타리에서는 이를 '간타치(官打ち, 신분에 어울리지 않는 지위에 오른 것이 불행을 불렀다는 생각)' 등의 저주조복(呪詛調伏)의 효과로 생각한 고토바 상황이 몹시 기뻐했다고 한다(하지만 이에 대해 근년의 연구에서는 사실 고토바 상황은 무가정권과 대립하려 한 것이 아니라 공(公) · 무(武)를 융화한 정치를 꾀했고 때문에 사네토모의 위계를 올려주어 우대했었다는 견해가 강하게 제기되고 있다). 사네토모의 급사로 인해 가마쿠라의 정무는 요리토모의 정실 호조 마사코(北條政子)가 대행하고, 그 남동생 싯켄 요시토키가 이를 보좌하는 형태가 되었다.
막부는 새로운 쇼군으로 왕족 마사나리 친왕(雅成親王)을 맞이하고 싶다는 의사를 고토바 상황에게 요청했는데, 이에 대해 상황은 자신의 근신인 후지와라노 다다쓰나(藤原忠綱)을 가마쿠라에 보내어, 시라뵤시(白拍子) 출신인 총비(寵妃) 이가노 쓰보네(伊賀局) 가메기쿠(龜菊) 소유의 영지였던 셋쓰(攝津) 나가노에(長江) · 구라하시(倉橋) 두 장원의 지토를 철폐할 것과 당시 고케닌(御家人)으로서 친인파(親院派)이기도 했던 서면 무사 니시나 모리토오(仁科盛遠)에 대한 처분을 철회해줄 것을 제시했다. 요시토키는 상황의 이러한 요청을 막부의 근간을 뒤흔드는 것으로 보고 거부하고, 동생 도키후사(時房)에게 1천 기(騎)를 주어 교토에 보내 무력 협박을 통한 교섭을 시도했지만 강경한 조정의 태도 앞에 결렬된다. 요시토키는 왕족 쇼군을 포기하고 셋칸케(攝關家)에서 쇼군을 맞이하기로 결정, 같은 해 6월 구조 미치이에(九條道家)의 아들인 미토라(三寅)를 맞이해 쇼군으로 삼았다. 여기에 싯켄이 중심이 되어 정무를 집행하는 싯켄 체제가 형성되었다.
쇼군 후계 문제는 고토바 상황이나 요시토키에게도 응어리로 남는 결과가 되었는데, 여기서 문제가 된 것은 사네토모 생전부터 이미 자기의 후계자로써 황족 쇼군을 맞이할 것을 검토한 데서 시작되었다는 설이 있다. 우와요코테 마사타카(上横手雅敬)의 주장에 따르면 겐포(建保) 4년(1216년) 8월, 사네토모가 히로모토에게 "겐지의 정통이 이미 줄어들어 자손이 이를 계승하지 못하고 있으니, 끝까지 관직을 갖고 가문을 세우길 원한다."고 했다는 《아즈마카가미》의 기록에서, 마땅히 가문(왕실)이 후계를 요구하면, 이에(왕족 쇼군의 아버지) 상응하는 관위를 요구하게 되고, 고토바 상황도 이를 승낙했기 때문에 사네토모를 승진시켰을 것이라는 설이었다. 하지만 이 설은 사네토모가 암살된 뒤 고토바 상황이 왕족을 쇼군으로 내어주기를 거절한 이유를 설명할 수 없다는 등의 문제점이 있었는데, 이에 대해 고우치 소스케(河内祥輔)는 앞서 사네토모가 왕자를 자신의 양자로 삼는다던지 하는 형식으로 후계자로 지명한 뒤, 쇼군의 지위를 양위하고 사네토모는 그의 후견이 되려던 당초의 구상이 사네토모의 암살로 무너졌다는 점, 막부 내에서 새로운 쇼군에 대한 반대 세력 때문에 황자가 암살될 것을 두려워한 고토바 상황이 왕자의 안전을 보장(고우치 자신은 이를 막부 기구 및 호조씨 이하 주요 고케닌의 교토로의 이전 등을 들었음)하며 내놓은 조건을 막부가 거절한 것이라고 설명한다.(거꾸로 이때 왕족 쇼군뿐 아니라 고셋케 쇼군의 옹립마저 상황이 거절한다면 불리한 것은 주요 목적을 잃은 막부측이 되며, 미토라가 가마쿠라로 가는 것을 허락한 시점에서 고토바 상황에게는 애초에 막부를 타도할 생각이 없었고 최종 목적도 당시 가마쿠라에서 이루어지던 호조씨 중심의 '현행 체제'를 타도하는 데에 있었지, '막부' 자체가 존속되는 것까지 교토 조정이 반대하지는 않았음을 알 수 있다는 것이다)
같은 해 7월, 다이리 슈고(內裏守護)였던 미나모토노 요리시게(源賴茂, 미나모토노 요리마사의 손자)가 서면 무사들에게 습격당해 살해되는 사건이 일어났다. 이유는 요리시게가 쇼군이 되려 했기 때문이라고 하지만, 막부와 관련된 문제로 고토바 상황이 조정의 병력(서면 무사)을 움직이는 것은 정황상 부자연스러우며, 단지 그 무렵 고토바 상황에 의해 이루어지던 가마쿠라 조복(調伏)의 가지기도(加持祈祷)의 움직임을 요리시게에게 들켰기 때문으로 생각된다. 그리고 이 사건 직후 고토바 상황이 조복 기원에 썼던 최승사천왕원(最勝四天王院)이 해체되었다.
조정과 막부의 긴장은 나날이 높아졌고, 고토바 상황은 막부 토벌의 의사를 굳혔으나, 쓰치미카도 상황(土御門上皇)은 이에 반대했다. 셋쇼 고노에 이에자네(近衛家實) 및 그의 아버지 모토미치(基通)를 시작으로 많은 구교(公卿)들도 막부 토벌에 대해서는 반대, 혹은 소극적인 입장이었다. 반면 준토쿠 천황(順德天皇)은 막부 토벌에 적극적이어서 조큐 3년(1221년)에는 가네나리 친왕(懐成親王)에게 양위한 뒤 자유로운 입장에서 이 계획에 협력했다. 또한 고노에 이에자네가 물러나고 새로운 외척인 미치이에가 셋쇼가 되었으며, 비밀리에 각지의 사찰과 신사에 요시토키 조복의 가지기도를 올리라는 명이 전달되었다. 조정이 막부를 토벌하려 한다는 소문이 새어나오면서 조정과 막부의 대결은 불가피해졌다.

## 상황, 무사들에게 막부 타도를 위한 거병을 권하다
같은 해 5월 14일 고토바 상황은 야부사메소에(流鏑馬揃え)를 구실로 여러 구니의 병력을 모았고, 북면의 무사나 서면의 무사 및 인근 무사를 포함해 오반야쿠(大番役)로 교토에 머무르고 있던 무사 1,700여 기를 모아들였다. 그 중에는 막부의 유력 고케닌인 오노 모리쓰나(小野盛綱)와 미우라 다네요시(三浦胤義)도 포함되어 있었다. 막부의 지사 기관인 교토슈고(京都守護)였던 오에노 지카히로(大江親廣, 오에노 히로모토의 아들)는 상황의 강요로 어쩔 수 없이 교토측에 가담했다. 동시에 친막부파인 다이나곤(大納言) 사이온지 긴쓰네(西園寺公經)는 유폐되었다. 다음 날 15일 교토측의 후지와라노 히데야스(藤原秀康)가 이끄는 8백 기가 교토슈고 이가 미쓰스에(伊賀光季)의 저택을 습격했다. 미쓰스에는 얼마 되지 않는 병사들을 데리고 분전했으나 전사했고, 죽기 직전에 하인을 탈출시켜 교토에서의 변고를 가마쿠라에 고하게 했다.
고토바 상황은 미우라 씨(三浦氏), 오야마 씨(小山氏), 다케다 씨(武田氏) 등 여러 구니의 유력 고케닌과 슈고 · 지토들에게 요시토키 추토(追討)를 명하는 인젠(院宣)을 띄웠다. 동시에 막부군을 방비하기 위해 인근 구니의 관소(關所)를 차지했다. 교토측의 사기는 크게 올랐고, "조적(朝敵, 조정의 적)이 된 이상 요시토키에게 가담하는 자는 천 명도 되지 않을 것이다"라는 낙관적인 태도를 보였는데, 이에 대해서 도고쿠 무사였던 죠 이에사다(庄家定)가 "요시토키측의 무사는 적어도 1만 명은 됩니다. 저도 간토에 있었다면 요시토키를 따랐을 것입니다"라며 지나친 낙관론을 경계했고, 고토바 상황은 이에 노여워했다고 한다. 이는 상황이 내린 인젠의 효과를 굳게 믿었기 때문이었다.
조정은 여러 구니의 무사들이 모두 우방이 될 것이라고 확신하고 있었다. 고토바인은 미우라 요시무라(三浦義村)를 필두로 막부의 유력 고케닌들에게는 특별히 인젠을 동봉한 사자를 가마쿠라에 보냈다. 특히 요시무라에 대해서는 "(동생 다네요시를) 일본총추포사(日本總追捕使)에 삼아 주시면 분명 아군이 될 것입니다"라 약속했기에 크게 기대하고 있었다.
가마쿠라는 사이온지 긴쓰네의 게시(家司)인 미요시 나가히라(三善長衡)와 이가 미쓰스에가 탈출시킨 하인으로부터 고토바인이 각지 무사들에게 막부 타도를 명했다는 사실을 19일에 전달받았다. 교토측 사자는 이보다 조금 뒤에 도착하는 바람에, 경계하고 있던 막부측에게 붙들렸다. 다네요시의 밀서를 받은 요시무라는 사자를 되돌려 보내고 곧바로 밀서를 막부에 신고해 버렸다. 21일에는 인의 근신이면서도 상황의 계획에 반대해 왔던 이치조 요리우지(一條賴氏)가 가마쿠라로 도망친다.
고토바인이 무사들에게 막부 타도를 명하며 군사를 일으키도록 했다는 소식에 가마쿠라의 무사들은 크게 동요했지만, 미나모토노 요리토모의 미망인인 호조 마사코가 요리토모 이래의 은혜를 호소하고 상황측을 토벌해달라는 성명을 내면서 일시에 진정되었다. 《조큐키》에서는 호조 마사코 자신이 가마쿠라 무사들 앞에 나타나 고케닌들 앞에서 눈물을 흘리며 "돌아가신 우대장(右大將, 요리토모)의 은혜는 산보다도 높고 바다보다도 깊습니다. 지금 역신(逆臣)의 참언으로 잘못된 윤지(綸旨)가 내려졌으니, 히데야스와 다네요시를 죽여서 돌아가신 3대 쇼군의 유적을 지켜주시오. 인(院)의 우방이라면 지금 여기서 자신의 뜻을 말한 뒤 교토측에 가담해도 좋소."라고 읍소하여, 요시토키를 중심으로 고케닌들을 집결시키는데 성공했다고 전하고 있다. 한편으로 《아즈마카가미》에는 고케닌들 앞에 나타난 마사코 옆에서 13인의 합의제 구성원이었던 고케닌 아다치 가게모리(安達景盛)가 마사코의 성명문을 대독하였다고 기록하고 있다.
모두 마음을 하나로 하여 받들어야 할 것이다. 이것이 마지막 말이 될 것이다. 돌아가신 우대장군(右大將軍)께서 조적(朝敵)을 정벌하고 간토를 초창하신 이래로 관위라든가 봉록이라든가 그 은혜가 이미 산봉우리와 같이 높고, 명발(溟渤, 심해)보다도 깊다. 보은하고 사의할 뜻이 이보다 얕을 것인가. 그런데 이제 역신(逆臣)의 참언으로 의롭지 않은 윤지가 내려졌다. 명예를 아끼는 족속은 서둘러 히데야스 ・ 다네요시 등을 잡아 죽여 3대 쇼군의 남기신 자취를 온전히 하여야 할 것이다. 다만 인추(院中)에 참내하고자 뜻하는 자는 다만 지금 말하라.— 《아즈마카가미》(吾妻鏡) 조큐 3년 신사 5월 19일 임인조(원문은 변용 한문체이다)

원래부터 가마쿠라 무사들은 매우 타산적이었다. 《조큐기》 자광사본(慈光寺本)에는 마사코의 연설에 마음이 움직였다는 가이 국(甲斐国)의 다케다 노부미쓰(武田信光)가 출진 후에 이웃한 시나노의 오가사와라 나가키요(小笠原長清)에 대해 「가마쿠라가 이기면 가마쿠라를 따르고 교토가 이기면 교토를 따른다」(鎌倉が勝てば鎌倉につき、京方が勝てば京方につく)며 그것이 무사의 관습이라 공언했고, 호조 도키후사(北条時房)로부터 은상을 약속하는 서장을 받고서야 적극적으로 진군을 시작하는 모습이 그려져 있다. 가마쿠라 무사들은 어느 쪽에 붙어야 이길 것인가에 대한 상황 분석이나 일족 안에서의 이해 관계(이기면 적으로 몰린 일족이 가지고 있던 영지를 빼앗을 수도 있다) 등도 검토하는 가운데서 그 대다수가 자신의 이해 타산에 따라서 가마쿠라를 지지하기로 결정했던 것이다.

## 난의 경과

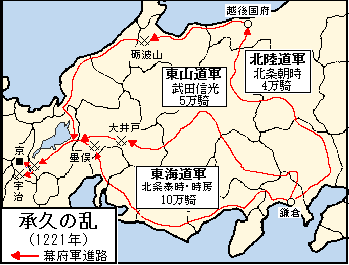
조큐의 난 당시 진군로

요시토키나 야스토키(泰時), 도키후사, 오에노 히로모토, 미우라 요시무라, 아다치 가게모리(安達景盛) 등이 모여 열린 작전회의에서 하코네(箱根) · 아시가라(足柄)에서 결사 항전을 벌이자는 신중론에 맞서 히로모토는 "머뭇거리면 무사들의 동요만 부를 뿐"이라며 교토로의 적극적인 출격을 주장했고, 마사코의 재결로 히로모토의 주장이 채택되자 서둘러 병사를 모았다. 이들은 5월 22일, 도카이도(東海道) · 도산도(東山道) · 호쿠리쿠도(北陸道)의 세 방향으로 나누어 교토로 진격했다. 다급하게 이루어진 파병이었으므로 도카이도 군은 당초 18기(騎)만으로 가마쿠라를 출발했는데, 야스토키가 도중에 가마쿠라로 돌아가 인(院, 상황)이 직접 병사를 이끄는 상황에서 어떻게 대처할지를 요시토키에게 물었을 때 요시토키는 "임금의 수레에 활을 당겨서는 안 된다. 즉시 갑옷을 벗고 활의 시위를 끊고 항복해라. 수도에서 병력만 보내 왔다면 힘이 다할 때까지 싸워라"(君の輿には弓は引けぬ、ただちに鎧を脱いで、弓の弦を切って降伏せよ。都から兵だけを送ってくるのであれば力の限り戦え)고 명령했다고 전해진다(《마스카가미》).
막부 군은 도로상에서 서서히 병력을 증강했고 최종적으로는 19만 기로 늘어났다(《아즈마카가미》). 요시토키는 붙잡은 상황의 사자에게 "상황께서 전투를 좋아하시는 것 같아서 저의 동생 호조 도키후사(北条時房)와 아들인 호조 야스토키에게 19만 기를 주어 보냈습니다. 부디 주렴 뒤에서 그 전투하는 것을 편안히 관전하여 주시지요. 부족하다 여기신다면, 발이 빠른 사자를 즉각 보내 주시면 사부로 시게토키와 시로 마사무라를 선진으로 20만 기를 더 보내 드리겠습니다. 이들을 선봉으로 하여 이 요시토키도 즉시 교토로 올라가겠습니다."라는 취지의 선전포고의 서찰을 주고 교토로 돌려보냈다. 
가마쿠라 무사들이 인젠(院宣)을 받들어 요시토키를 토멸했을 것이라 믿고 막부군의 출격을 예측하지 못했던 고토바 상황과 교토측 지휘부는 당황했고, 막부군에 맞서기 위해 지체없이 후지와라노 히데야스를 총대장으로 하는 17,500여 기를 미노(美濃)에 보냈다. 이들은 미노와 오와리(尾張)의 경계인 오와리(尾張)강에 포진했지만, 막부군보다도 훨씬 적은 병력을 그나마 분산시키는 실책을 범한다. 
6월 5일 다케다 노부미쓰(武田信光)·오가사와라 나가키요(小笠原長淸)가 이끄는 도산도 방면군 5만여 기가 오이에 도(大井戶渡)에 진을 치고 있던 오우치 고레노부(大内惟信)의 교토 측 무사 2천 기를 격파했다. 후지와라노 히데야스와 미우라 다네요시는 지키기 어렵다고 판단해 우지(宇治) · 세타(瀨田)에서 교토를 지키기로 하고 재빨리 퇴각을 결정했다. 6일 야스토키와 도키후사가 이끄는 막부군 주력인 도카이도 군 10만 기가 오와리 강을 건너 스노마타(墨俣)의 진(陣)을 쳤고, 진을 탈출해 외곽에서 야마다 시게타다(山田重忠) 등이 구이세(杭瀨)강에서 분전했으나 교토 측은 완전히 무너져 대패하고 만다. 호조 도모토키(北條朝時)가 이끄는 호쿠리쿠도 4만 기도 교토 측을 격파하고 가가(加賀)에 난입, 교토 진격을 눈앞에 두고 있었다.
미노와 오와리에서의 패전 소식에 교토 측은 동요했고 도성 안은 대혼란에 빠졌다. 고토바 상황은 직접 무장하고 히에이 산(比叡山)에 올라가 승병(僧兵)들과 협력하고자 했지만, 앞서 상황이 내렸던 지샤에 대한 억제책에 불만을 품고 있던 히에이산은 "우리 같은 미약한 불제자가 저 억센 아즈마에비스(東士)들을 어떻게 당해 내겠느냐"이를 거절했고, 어쩔 수 없이 교토 측은 남은 전 병력을 모아 우지 · 세타에 진을 치고 우지강에서 막부 군을 방어하기로 결정, 구게들도 다이쇼군(大將軍)으로서 참진했다. 
6월 13일, 드디어 양쪽은 충돌했다. 교토 측은 우지강의 다리를 부수고 비가 내리는 와중에도 활을 쏘며 결사적으로 항전했다. 막부군은 호우로 불어난 물 때문에 강을 건너지 못하고 공격하지 못했지만, 다음날인 14일, 장애를 무릅쓰고 적들이 지키는 앞에서 바로 강을 건넜다. 많은 익사자를 내며 적진을 돌파하는 데 성공한 막부군의 공격 앞에 교토 측은 패주했고, 막부군은 교토로 들이닥쳤다. 막부군은 지샤, 교토 측의 구게, 무사들 저택에 불을 지르고 약탈과 폭행을 일삼았다.
《조큐기》에 보면 패주한 교토 측 무사 후지와라노 히데야스와 미우라 타네요시, 야마다 시게타다는 최후 일전을 준비하고자 고쇼로 달려갔지만, 상황은 문을 굳게 닫고 그들을 돌려보냈고, 야마다 시게타다는 "겁쟁이 주군에게 속았다!"라며 문을 치면서 분개했다고 한다. 한편으로 고토바 상황은 태도를 바꾸어 막부군에게 사자를 보내 "이번 난은 모신(謀臣)이 기획한 것"이라며 요시토키를 명했던 인젠을 취소하고, 대신 후지와라노 히데야스와 미우라 다네요시 등을 잡아들이라고 명하는 인젠을 내렸다. 고토바인에게 버림받은 교토 측 무사들은 도지(東寺)에서 버티면서 저항했지만, 미우라 요시무라의 공격에 후지와라노 히데야스나 야마다 시게타다는 패주하고 미우라 다네요시는 분전 끝에 자결했다.

## 전후 처리
7월 주모자였던 고토바인은 오키(隠岐), 준토쿠인은 사도(佐渡)에 각각 유배되었다. 막부 토벌 계획에 반대한 쓰치미카도인은 스스로 원해서 도사(土佐)에 유배되었다.(후에 아와阿波로 옮겨짐). 고토바인의 아들인 로쿠조노미야(六條宮)·레이제이노미야(冷泉宮)도 각각 다지마(但馬), 비젠(備前)으로 유배되었다. 어린 천황도 폐위되어 구조 폐제(九条廢帝)라 불리게 되었고(메이지 이후에 시호가 주어졌다), 교조 법친왕(行助法親王)의 아들이 고호리카와 천황(後堀河天皇)으로 즉위했다. 친막부파로써 고토바인에게 구속되었던 사이온지 긴쓰네가 복귀하여 내대신(內大臣)에 임명되었고, 막부의 의향을 받아 조정을 주도하게 되었다.
고토바인이 소유하고 있던 막대한 장원은 몰수되어, 새로운 천황의 아버지로써 '치천의 군'이 되어 인세이를 행하게 된 교조 법친왕(모리사다 친왕)에게 물려주었다. 다만 그 지배권은 막부가 장악했다.
막부 토벌 계획에 참가한 고토바인 측 '구교로서 싸움을 일으킨 장본인'(合戰張本公卿)으로 지명된 이치조 노부요시(一條信能) · 하무로 미쓰지카(葉室光親) · 미나모토노 아리마사(源有雅) · 하무로 무네유키(葉室宗行) · 다카쿠라 노리시게(高倉範茂) 등 구교들은 가마쿠라로 압송되던 길에 처형되고, 나머지 인의 근신들도 각지에 유배, 혹은 근신 처분이 내려졌다. 또한 고토 모토키요(後藤基淸) · 사사키 쓰네타카(佐々木経高) · 고노 미치노부(河野通信) · 오에 지카히로(大江親廣) 등 막부 고케닌들까지 포함된 교토 측 무사가 다수 숙청되고 추방되었다.
막부군 총대장 야스토키나 도키후사 등은 교토의 로쿠하라(六波羅)에 머무르며 조정의 감시, 서국 무사의 통솔을 맡았다. 조정은 교토 슈고를 대신해 새롭게 설치된 로쿠하라 단다이(六波羅探題)의 감시를 받게 되었고, 왕위 계승을 비롯해 조정에 대한 가마쿠라 막부의 통제가 강화되었다. 또한 교토 측 구게, 무사의 소유영지 약 3,000개소가 몰수되어 막부 측 고케닌에게 지급되고, 새로운 지토가 대량으로 보임되었다.

## 사건의 영향
조큐의 난 이후 조정은 막부에 완전히 종속되었다. 막부는 조정을 감시하며 왕위 계승까지도 관여하게 되었고, 조정은 막부를 두려워해 세세한 부분 하나까지 빠뜨리지 않고 막부에 보고하며 막부의 지시를 구하는 입장이 되었다. 인세이(院政)의 재정적 기반이었던 죠코도령(長講堂領)·하치조뇨인령 등 상황 소유의 영지도 일단 막부에 몰수되었다가 다시 치천의 군에게 관리권이 돌아간 뒤에도 최종 소유권만은 막부에 귀속되었다.
또한 인의 근신으로서 처형된 이들의 상당수는 고토바인의 지지를 얻어 집안의 지위 상승을 꾀했던 자들이었다. 이들은 조큐의 난이 실패로 돌아가면서 애초 목표로 했던 지위 상승은 고사하고 도리어 쇠퇴(혹은 몰락)하게 되어, 인의 근신층 구성에도 변화가 일어났다. 이는 아버지가 처음 대신이 된 뒤 자신의 승진 과정도 그와 비슷하게 밟아가던 보몬 다다노부(거병파)와 사이온지 긴쓰네(반대파) 및 그 자손들이 조큐의 난을 기회로 크게 나뉘고 있는 데서도 볼 수 있다.
또한 교토를 지지하던 사이고쿠의 구게·무가들로부터 많은 땅을 몰수하여 이를 전공이 있는 고케닌에게 대량 지급해 주었기에 싯켄 호조 집안과 고케닌 사이의 신뢰 관계는 견고해졌으며, 가마쿠라 막부의 개부기(開府期)에 이어 많은 고케닌이 서국으로 이주하면서 막부의 지배는 기나이(畿內)에까지 강하게 미치게 되었다.
죠큐의 난이 있고 이듬해에 태어난 승려 니치렌(日蓮)은 이 사건을 '선대 미문의 하극상'으로 여겼지만, 교토 조정에는 이미 나라를 다스릴 힘이 없으며 "왕법(王法)은 이미 다하였다"고 해석했다. 그 자신이 도고쿠 출신으로 교토에 대해 품었을 강한 반발심까지 합쳐져, 가마쿠라 막부(호조 본종가 즉 도쿠소케)야말로 진정한 '일본의 국주(국왕)'라 생각해, '수많은 탄압에도 불구하고' 국가를 일으킨 가마쿠라 막부에게만 포교를 행했고 교토나 조정에 대한 포교에는 소극적, 혹은 부정적이 되었다는 견해가 있다.

## 반란(亂)인가 참변(變)인가
일본의 사학자 야스다 모토히사(安田元久)의 '역사사상의 호징에 대해서(歴史事象の呼称について)'에 의하면, 본 사건에 대해 일본에서 다이쇼(大正) 중기까지는 '조큐의 반란(乱)'이라는 표기가 주류였으나, 이후 일본 사회에 군국주의가 팽배해지면서 황국사관(皇國史観)의 입장에서 '조큐의 참변(変)'이란 표기를 사용하게 하였다. 이것은 상황이 '반란'을 일으킨 것은 아니라는 사상적 입장을 우선했기 때문이다.
가마쿠라 막부의 공식 역사서인 《아즈마카가미》에는 이 사건을 '조큐 병란'(承久兵乱), '조큐 역란'(承久逆乱), '조큐 3년의 합전'(承久三年合戦), '조큐 3년의 대란'(承久三年大乱) 등으로 기록하고 있는데, 이를 시작으로 일본의 대부분의 사서들은 막부라는 조직 자체가 사라진 뒤인 다이쇼 중기까지 이 사건, 고토바인이 막부 타도를 기도하여 전국의 고케닌들에게 그것을 명하는 인젠을 내렸으나 도리어 막부의 최고 권력자 호조 요시토키와 그를 위시한 막부측 무사들에게 역공을 당하여 패하고, 고토바인 자신은 물론 그의 아들들마저 모조리 '죄인' 취급을 당해 유배당하게 된 일련의 사건들을 '조큐의 난(亂)', 즉 반란으로 불렀다.
그러다가 천황 중심으로 역사를 해석하는 황국사관의 발호로 이 사건에 대해 '조큐의 변(変)' 즉 참변으로 표기해야 한다는 움직임이 적극적으로 일어났다. 1920년 일본의 국정교과서 『심상소학국사』(尋常小学国史)에서 '조큐의 변'으로 표기한 것이 그 시작이었다. 사건의 최종 책임자가 다름아닌 고토바인 즉 천황이었고, 메이지 유신 이후 일본에서 황국사관을 포함해 사회 전반에 천황 중심의 국가주의 풍조가 서서히 팽배해지면서 "이 일본은 천황 폐하의 나라이고, 천황 폐하께서 감히 신하 주제에 폐하의 권위에 도전해 일본 전역을 지배하려 드는 '간신' 막부를 타도하고자 했다가 도리어 쫓겨나는 불측한 지경이 되셨는데, 그걸 어떻게 '반란'이라 부를 수 있느냐"라며, 존왕론의 관점에서 기존의 사관에 이의를 제기한 것이다.
이미 조짐은 에도 시대(江戸時代)에 보이고 있었는데, 일본에서 존왕론의 선구였던 미토학의 사상을 토대로 한 《대일본사》(大日本史)의 경우 이 사건을 '조큐의 난리(難)'로 표기했다. 일본에 유학(성리학)이 보급되고 그 유학의 명분론에 의해, 주군인 쇼군을 몰아내고 허수아비 쇼군을 앉혀 막부를 장악한 '권신'(權臣) 호조 요시토키에 대한 비판이 일면서(아라이 하쿠세키의 경우는 아예 "일본 역사를 통틀어 요시토키만한 소인배도 없다"며 요시토키의 죽음에 대해 제기되는 암살 의혹에 대해 "그런 흉악한 소인배가 자리보전해서 곱게 죽었을 리가 없다. 당연히 누군가에 의해 암살을 당했다는 주장이 사실에 가깝다"라고 맹렬히 비난했다), 유교적 명분론과 충의론에 입각한 호조 요시토키에 대한 비판에 겹쳐 그런 요시토키를 타도하라는 명령을 내렸다가 되레 몰락을 맞이한 고토바인을 권신의 횡포에 의한 피해자로 보는 시각이 대두하게 되었고, 이것이 메이지 유신 이후 역사적 사건에 대한 해석에까지 영향을 주게 된 것이다. 
하지만 해당 사건에 있어 고토바인의 실책들 역시 뭐라 두둔하기에는 너무도 분명했으며 그것에 대한 비판도 충분히 온당한 것이었기에, 그리고 미토학이 존왕론을 내세웠다고 한들 에도 막부의 통치가 여전히 건재한 상태에서 대놓고 존왕론을 내세우며 막부를 비판하기는 어려운 일이었고, 미토학자들도 한 발 물러나서 '반란'과 '난리'라는 말을 같이 사용하였다. 야스다 모토사다 역시 '변'은 주로 불의의 정치적, 사회적 사건에서, '난'은 주로 무력을 동반한 사건에 사용된 것이었기에 전란이 발생한 본 사건에 '변'의 표기는 무리가 있다고 지적하며 조큐의 '난'이라는 명칭을 지지하였다. 
제2차 세계대전 패전 후 일본에서는 다시 그전처럼 '조큐의 난'이라는 표기가 학계의 주류가 되었다. 그러나 일본 사회의 보수우익 일각에서는 여전히 천황 중심 사관의 견지에서 이 사건을 '조큐의 변'이라고 부르고 있는데, 다나카 다카시(田中卓)의 《교양일본사》(教養日本史)을 시작으로 메이세이샤(明成社)의 고등학교용 교과서인 《최신일본사》(最新日本史), 새 역사교과서를 만드는 모임(新しい歴史教科書をつくる会)의 중학교용 교과서 "새 역사교과서"(新しい歴史教科書)등에서 '조큐의 변'이라 부르고 있다.

## 사료

### 역사서
- 《구칸쇼》(愚管抄) - 지엔(慈円) 저작. 일설에는 지엔은 이 책을 소유한 고토바 상황에게 막부 토벌을 단념하게 하려고 했다고 한다.
- 《아즈마카가미》(吾妻鏡) - 편찬물. 가마쿠라 막부의 반 공식기록.

### 군담소설
- 《조큐 기록》(承久記録, 조큐기) - 전 2권. 조큐의 난을 기록한 군담소설. 난의 원인을 고토바 상황의 부덕(不德)에 있다고 기록했다. 이본(異本)이 많다.

### 역사이야기
- 《육대승사기》(六代勝事記) - 조큐의 난을 고토바인이 부덕한 악왕(惡王)이었던 데서 비롯되었다고 하고 있다.
- 《마스카가미》(増鏡) - 전술의 호조 요시토키와 야스토키의 일화, 오키에 유배된 고토바 상황의 오키에서의 생활을 전하였다.

## 참고 문헌
일본쪽 참고문헌입니다.
- 別冊歴史読本『後鳥羽上皇　野望！承久の乱』新人物往来社、1990年
- 石井進『日本の歴史 (7) 鎌倉幕府』中公文庫、1974年、ISBN 4-12-200070-X
- 栃木孝惟, 益田宗, 日下力, 久保田淳 『保元物語;平治物語;承久記』岩波書店、1992年、ISBN 4-00-240043-3
- 関幸彦 『北条政子―母が嘆きは浅からぬことに候 』ミネルヴァ書房、2004年、ISBN 4-623-03969-2
- 渡辺保 『北条政子』吉川弘文館、1985年、ISBN 4642050029 {{isbn}}의 변수 오류: 유효하지 않은 ISBN.
- 河内祥輔「朝廷・幕府体制の諸相」（初出:「日本中世の朝廷・幕府体制」『歴史評論』500号（1991年12月）　所収:『日本中世の朝廷・幕府体制』（吉川弘文館、2007年） ISBN 4-642-02863-3
- 安田元久「歴史事象の呼称について」（『学習院大学文学部紀要』30号、1983年）

## 같이 보기
- 일본의 역사교과서 문제